# Lancasteri Eduárd walesi herceg
Lancasteri Eduárd (Westminster-palota, 1453. október 13. – Tewkesbury, 1471. május 4.) walesi herceg. Ő Anglia történelmének egyetlen trónörököse, aki a csatamezőn lelte halálát. Neville Anna angol királyné első férje, aki Eduárd halála után III. Richárd angol király felesége lett, akitől született egy fia (a fiút szintén Eduárdnak hívták.)

## Gyermekkora
VI. Henrik angol király és Anjou Margit egyetlen fia. Szülei házasságának nyolcadik évében született, 1453. október 13-án, a londoni Westminster Palotában. (Szülei 1445. április 23-án keltek egybe, Titchfield-ben. Henrik 23, Margit pedig 15 éves volt ekkor.)
Apai nagyszülei V. Henrik angol király és Valois Katalin francia királyi hercegnő voltak. (Valois Katalin második házasságából, Owen Tudor walesi nemestől született Edmund Tudor, aki VII. Henrik édesapja, s VIII. Henrik nagyapja volt.)
10 héttel születése előtt apja mély melankóliába zuhant, mivel egész életében gyenge idegzetű és igen érzékeny férfi volt. 1453 augusztusától egészen 1454 karácsonyáig ebben az éberkóma-szerű állapotban volt, ám egyszer csak váratlanul mégis helyreállt egészsége.

## Harc az angol trónért
Nagyjából születésével egyidőben kezdtek el kibontakozni a rózsák háborújának előzményei, melyek sok ezer emberéletet követelő polgárháborúhoz, s trónviszályokhoz vezettek. A Lancaster-házból származó Edmund Beaufort, Somerset hercege és Plantagenet Richárd yorki herceg rivalizálása az angol korona megszerzéséért folyt, mivel úgy vélték, mindketten rendelkeznek olyan jelentős királyi ősökkel, hogy joguk lenne az ország trónjához. (VI. Henriket uralkodásra alkalmatlannak tartották, határozatlansága és labilis lelki állapota miatt.)
1461. március 4-től VI. Henrik trónját IV. Eduárd néven a néhai Richard Plantagenet fia foglalta el, s a walesi herceg, édesanyjával, Margittal együtt 9 éves franciaországi száműzetésbe kényszerült, ahol a királyné unokatestvére, XI. Lajos francia király vette őket pártfogásába. (Ez idő alatt a trónjától megfosztott VI. Henrik a londoni Tower foglya volt.) Mivel Richard Neville, Warwick grófja (becenevén a „Királycsináló”), aki IV. Eduárdot a koronához segítette, nem tudott olyan mértékben beleszólni a királyság ügyeibe, mint ahogy azt szerette volna, így a férfi Franciaországba látogatott, hogy egy mindkettőjük számára előnyös szövetséget ajánljon Anjou Margitnak. (Warwick gyűlölte IV. Eduárd feleségét, Woodville Erzsébetet, s annak rokonságát, mivel a gróf szerint azok az emberek érdemtelenül emelkedtek olyan gyorsan a ranglétrán a királyi udvarnál.) Megígérte a száműzött királynénak, hogy magánhadseregével visszasegíti férjét az angol trónra, s hogy megpecsételjék megállapodásukat, a gróf felvetette, hogy lánya, Anne, és Margit fia, a trónörökös mihamarabb kössenek egymással házasságot, a szövetség feltételei betartásának garanciájaként.
1470. október 30-án már ismét VI. Henrik volt a királyság uralkodója, ám trónját nem tudta sokáig (csupán 1471. április 11-ig) megtartani. (1470 decemberében volt a jegyespár esküvője. Eduárd ekkor 17 esztendős, míg Anne csupán 14. A frigyből nem született gyermek.)
A megállapodást megelőzően Margit már a skótoktól is próbált katonai segítséget kérni Henrik uralmának visszaállításához, a Franciaországban eltöltött évei alatt pedig temérdek petícióval, levelekkel ostromolta Európa koronás főit, hogy támogassák ügyét, ám sikertelenül, így nem volt sok esélye arra, hogy férje visszakaphassa birodalmát, fiából pedig egy napon király lehessen. A királyné rendkívül céltudatos és erős személyiség volt, aki kész lett volna akár élete végéig is küzdeni fia jogos örökségéért. (Egyedi természetét nyilván még gyermekkorából hozta magával, mivel ellentmondást nem tűrő, keménykezű anyja és nagyanyja nevelte fel, ugyanis apja szinte állandóan távol volt otthonától, hadjáratokat vezetett, hogy újabb területeket és királyi címeket szerezzen magának.) Richard Neville a barnet-i ütközetben esett el, 1471. április 14-én. Ezután a tragikus fordulat után Margitnak már nem sok reménye maradt arra, hogy a gróf segítsége nélkül ismét magához ragadja a hatalmat, ám még ekkor sem adta fel a harcot végleg.

## Halála
A trónviszály következő, és Eduárd számára utolsó állomása a Tewkesburyi csata lett, a herceg itt lelte halálát. Mindössze 17 esztendős volt ekkor. Miután Margit hadserege ezt a döntő fontosságú ütközetet elvesztette, IV. Eduárd az egyetlen gyermekét sirató királynét négy évig házi őrizetben tartotta. Csak 1475-ben engedte szabadon az akkor 45 esztendős asszonyt, aki azonnal vissza is tért szülőhazájába, Franciaországba, ahol még hét évet élt  XI. Lajos kegyelemkenyerén. A trónfosztott VI. Henrik a Towerban hunyt el 1471. május 21-én, állítólag a fia halála felett érzett mérhetetlen fájdalom vitte őt sírba, ám olyan szóbeszéd keringett akkoriban, sőt még később is, hogy orgyilkosok végeztek vele.
Margitot 1482. augusztus 25-én, 52 évesen, Franciaországban érte utol a halál. Szülei mellé helyezték őt végső nyugalomra, az angers-i katedrálisban.
Habár 1471. május 4-én a Lancaster-hadak végső vereséget szenvedtek a York-háztól, 1485. augusztus 22-én, a bosworthi csatában fordult a kocka. A Lancaster-házi ősökkel is büszkélkedhető trónkövetelő, Henry Tudor richmondi gróf ebben az ütközetben győzte le és ölte meg III. Richárdot, s VII. Henrik néven foglalta el Anglia trónját.